# 323
323 (CCCXXIII na numeração romana) foi um ano comum do século IV do Calendário Juliano, da Era de Cristo, a sua letra dominical foi F (52 semanas), teve início a uma terça-feira e terminou também a uma terça-feira.
| Ano completo                       |
| ---------------------------------- |
| Ano comum com início à terça-feira |

## Acontecimentos
- Jin Ming Di sucede a Jin Yuan Di como imperador da China.

## Mortes
- Jin Yuan Di, imperador da China.